# Christian Falk
Lars Georg Christian Falk, född 25 april 1962 i Hägersten i Stockholm, död 24 juli 2014 i Stockholm, var en svensk musiker och musikproducent. Som artistnamn använde han ibland Falcon eller Da Phunky Phalcon. Han var basist i Imperiet samt producent för Neneh Cherry och Robyn. Hans soloskiva Quel Bordel (1999) blev trefaldigt Grammisbelönad.

## Biografi

### Karriär
Christian Falk släppte sin första skiva tillsammans med bandet Madhouse i början av 1980-talet. I och med sin roll som basist i Imperiet etablerade sig Falk på allvar i musikvärlden. Strax efter att bandet splittrades 1988 reste Falk till Nicaragua med sina då två barn för att arbeta i landets enda skivstudio. Vid denna tid rådde det krig i landet i samband med nicaraguanska revolutionen. Därefter arbetade han som producent åt bland andra Robyn och Neneh Cherry. På 1990-talet var han basist i gruppen Blacknuss Allstars. Först 1999 gjorde Falk solodebut med albumet Quel Bordel, som fick tre grammisar. Låten "Make it right" blev en houseklassiker.
Under 1990- och 2000-talen var Falk en framgångsrik producent, framför allt inom modern dans- och klubbmusik. Bland hans klienter märktes Whale, Papa Dee, Petter och Kayo. Han gav ut flera skivor i eget namn samt serien Swedish Open där han sammanförde klubbmusik med jazzmusik tillsammans med musiker som Esbjörn Svensson och Jonas Kullhammar.
Falks största framgång under eget namn var albumet Quel Bordel, där bland andra Robyn, Titiyo, Neneh Cherry, Jevetta Steele, Demetreus och Stephen Simmonds medverkar. 1999 belönades Falk med tre grammisar: bästa producent, bästa modern dans och bästa album (Quel Bordel).
Under 2001 producerade Falk signaturer till Sveriges Television:s nyhetsprogram, bland annat Rapport, Aktuellt, Sportnytt och de regionala nyhetsprogrammen.
Singeln Dream On, där Robyn och Ola Salo medverkar, framfördes på P3 Guldgalan 2006. Låten utsågs av den ansedda amerikanska musiksajten Pitchfork Media till 2006 års tionde bästa låt. I oktober samma år släpptes albumet People Say. På Grammisgalan 2007 belönades Falk med en Grammis för bästa moderna dans.
Falk var postumt värd för Sommar i P1 på Sveriges Radio 26 juli 2014.

### Privatliv
Christian Falks far var konstnär och modern var en 17-årig fotomodell som lämnade Christian Falk som spädbarn hos morföräldrarna i Hägersten för att sedan återvända till Paris.
Han var gift första gången 1980–1988 med fotografen Tove Falk Olsson (född 1962), dotter till Bo A. Karlsson och Eva Karlsson, och fick Vanessa Falk (född 1985) som är sångerska och medverkar på albumet People Say. Andra gången var han gift 1988–1993 med Eva Österberg (född 1966) och fick sonen William (1988–2013). Christian Falk fick 2004 en dotter i ett förhållande med Sahara Widoff (född 1979), dotter till Anders Widoff och Gunilla Linn Persson. Han har även en son född 2012. Falk var bosatt i Stockholm. Han avled i sviterna av cancer i bukspottskörteln  och är begravd på Katarina kyrkogård.

## Diskografi

### Album
- Quel Bordel (1999)
- Christian Falk hosts: Swedish Open (1999)
- Christian Falk hosts Swedish Open: Dirty Dancing (2002)
- People Say (2006)

### Singlar
- "Calling You" (med Jevetta Steele)
- "Make It Right" (med Demetreus)
- "Dream On" (med Robyn och Ola Salo)
- "Shine" (med Pauline)